# Arrondissement d'Amsterdam
Ne doit pas être confondu avec Stadsdeel.
L'arrondissement d'Amsterdam est une ancienne subdivision administrative française du département du Zuyderzée créée le 1er janvier 1811 et supprimée le 11 avril 1814.

## Composition
Il comprend les cantons de :
- Amsterdam
- Baambrugge
- Kudelstaart
- Loenen
- Naarden
- Nieuwer-Amstel
- Oud-Loosdrecht
- Watergraafsmeer
- Weesp